# Измайлово (станция МЦК)
Изма́йлово — остановочный пункт Малого кольца Московской железной дороги, обслуживающий маршрут городского электропоезда — Московское центральное кольцо. В рамках транспортной системы Московского центрального кольца обозначается как «станция», хотя фактически не является железнодорожной станцией ввиду отсутствия путевого развития.
Открыт 10 сентября 2016 года вместе с открытием пассажирского движения электропоездов МЦК. Назван по расположенному рядом району Измайлово.

## Расположение и пересадки
Платформы построены на высокой насыпи, вестибюль находится ниже уровня путей и совмещен с переходом под путями. Выходы — на Окружной проезд, выход к автостанции «Партизанская» и к наземному вестибюлю станции метро «Партизанская» — через пешеходный мост, перекинутый через Северо-Восточную хорду и Вернисажную улицу. Мост был открыт для пассажиров 18 сентября ещё до полного окончания строительства, обеспечив связку платформы с метро, а также пешеходный переход через пути МЦК и Северо-Восточную хорду. В настоящее время полностью достроен.
В незначительном удалении от остановочного пункта МЦК (несколько минут пешком) расположена станция метро «Партизанская» Арбатско-Покровской линии. Пассажиры метрополитена и МЦК могут пересаживаться между линиями с осуществлением билетного контроля, но без дополнительного списывания поездки в течение 90 минут с момента первого прохода, если пассажир сохранил и при пересадке приложил билет, использованный им ранее для входа.

## Пассажиропоток
Из 31 станции МЦК Измайлово занимает седьмое место по популярности. В 2017 году средний пассажиропоток по входу и выходу составил 24 тыс. чел. в день и 730 тыс. чел. в месяц.

## Наземный общественный транспорт

### Городской
На этой станции можно пересесть на следующие маршруты городского пассажирского транспорта:
- Автобусы: 20, 131, 211, 372, 634, с676, т22, н3
- Трамваи: 11, 12, 32

### Областной
- 322 Москва  Партизанская — Ногинск
- 336 Москва  Партизанская — Балашиха (Автостанция Южная)
- 337 Москва  Партизанская — Балашиха (Балашиха-3)
- 375 Москва  Партизанская — Электрогорск
- 382 Москва  Партизанская — Ногинск (Посёлок Октября)
- 385 Москва  Партизанская — Балашиха (Балашиха-2)
- 386 Москва  Партизанская — Павловский Посад
- 391 Москва  Партизанская — Орехово-Зуево — Ликино-Дулёво
- 399 Москва  Партизанская — Электросталь
- 444 Москва  Партизанская — Старая Купавна
- 445 Москва  Партизанская — Обухово (рабочий посёлок)
- 1214к Москва  Партизанская — Электросталь (Магазин Турист)

## Галерея
| - Пешеходный мост |